# Президентски избори в Бразилия от 1891 г.
Изборите за президент на Бразилия от 1891 г. са първите президентски избори в Бразилия, проведени след отмяната на монархията, и първите непреки избори за държавен глава и ръководител на правителството, които се провеждат в Конституционния конгрес на 25 февруари 1891 г. – ден, след като същият приема първата републиканска конституция на страната.
В деня на изборите членовете на Конгреса гласуват за президент на Републиката и за вицепрезидент на Републиката, като за двете длъжности се провеждат два отделни вота. В резултат на гласуването за първи президент на Бразилия е избран Деодоро да Фонсека, а за първи вицепрезидент – Флориано Пейшото.

## Прокламация на Републиката
Обявяването на Републиката, станало чрез военен преврат на 15 март 1889 г., сваля от власт император Педро II и слага край на монархията в Бразилия. В същия ден е сформирано временно правителство, оглавено от маршал Деодоро да Фонсека, който е водач на преврата срещу императора. Свиканият от Деодоро да Фонсека Конституционен конгрес приема на 24 февруари 1891 г. Конституция, която определя държавният глава да бъде избиран чрез преки избори. В преходните разпоредби на документа обаче се посочва, че първият президентски мандат трябва да бъде зает от гражданин, който е избран от Конституционния конгрес.

## Кандидатури
Кандидатите за първи президент и вицепрезидент на Републиката се явяват поотделно и се избират от Конгреса поотделно, като всеки кандидат-президент може да се кандидатира и за вицепрезидент. На първите президентски избори пред Конгреса са представени следните канндидатури за президент:
- на маршал Мануел Деодоро да Фонсека, глава на временното правителство от 15 март 1889 г. и представител на военните, който издига кандидатурата на адмирал Едуардо Ванденколк за поста вицепрезидент;
- на сенатор Пруденте Жозе де Морайс и Баррос, представител на Паулистката републиканска партия, който номинира за длъжността вицепрезидент маршал Флориано Пейшото;
- на маршал Флориано Виейра Пейшото, който е и кандидат за вицепрезидент;
- на републиканеца Жоакин Салданя Мариньо;
- на политика Жозе Игино Дуарте Перейра;

## Вот и резултати
Конгресът провежда първите избори за президент и вицепрезидент на 25 февруари 1891 г. Изборите протичат в напрегната обстановка на т.нар. Енсиляменто – икономическата политика на временното правителство на Да Фонсека, която води до икономическа криза в страната – и при пряка намеса на военните, които оказват натиск върху много сенатори-опозиционери на временното правителство, да гласуват за маршал Деодоро да Фонсека. В реултат кандидатурата на Деодоро да Фонсека печели с рехаво, но достатъчно мнозинство от гласовете на сенаторите, които обаче избират за първи вицепрезидент представителя на опозицията – Флориано Пейшото. По този начин се сформира правителство, оглавявано от представител на статуквото (Деодоро да Фонсека) и от представител на голямата опозиция (Флориано Пейшото), което залага основите на правителствената криза, довела до оставката на Деодоро да Фонсека осем месеца по-късно.
| Избори за президент на Бразилия от 1891     | Избори за президент на Бразилия от 1891 | Избори за президент на Бразилия от 1891 |
| Кандидат                                    | Получени гласове                        | Процент                                 |
| ------------------------------------------- | --------------------------------------- | --------------------------------------- |
| Мануел Деодоро да Фонсека                   | 129                                     | 55,13%                                  |
| Пруденте Жозе де Морайс и Баррос            | 97                                      | 41,45%                                  |
| Флориано Виейра Пейшото                     | 3                                       | 1,28%                                   |
| Жоакин Салданя Мариньо                      | 2                                       | 0,85%                                   |
| Не подкрепям никого                         | 2                                       | 0,85%                                   |
| Жозе Игино Дуарте Перейра                   | 1                                       | 0,42%                                   |
| Общ брой на присъстващите конгресмени       | Общ брой на присъстващите конгресмени   | 234                                     |
| Общ брой на отсъстващите конгресмени        | Общ брой на отсъстващите конгресмени    | 34                                      |
| Избори за вицепрезидент на Бразилия от 1891 |                                         |                                         |
| Кандидат                                    | Получени гласове                        | Процент                                 |
| Флориано Виейра Пейшото                     | 153                                     | 65,38%                                  |
| Едуардо Ванденколк                          | 57                                      | 24,36%                                  |
| Пруденте Жозе де Морайс и Баррос            | 12                                      | 5,13%                                   |
| Коронел Пирагибе                            | 5                                       | 2,14%                                   |
| Жозе де Алмейда Баррето                     | 4                                       | 1,71%                                   |
| Не подкрепям никого                         | 2                                       | 0,85%                                   |
| Кустодио де Мело                            | 1                                       | 0,42%                                   |
| Общ брой на присъстващите конгресмени       | Общ брой на присъстващите конгресмени   | 234                                     |
| Общ брой на отсъстващите конгресмени        | Общ брой на отсъстващите конгресмени    | 34                                      |
| Източник:                                   |                                         |                                         |